# Manolo Martínez
Manolo Martínez, né à Monterrey (Mexique, État de Nuevo León) le 10 janvier 1946, mort à San Diego (États-Unis) le 16 août 1996, était un matador mexicain.

## Présentation
Né dans une famille assez aisée, Manolo apprend le métier de torero en même temps qu'il poursuit des études supérieures. Très tôt attiré par la tauromachie, c'est cette voie qu'il prendra : à dix-huit ans, il triomphe déjà comme novillero dans les arènes monumentales de Mexico. 

## Carrière
Après son alternative  du 7 novembre 1965 à Monterrey, il torée avec un grand succès dans tous les pays taurins d'Amérique latine.
Rapidement considéré comme une figura au Mexique, il n'obtient pourtant pas en Europe le succès qu'il mérite, notamment après son excellente temporada de 1969. Peu habitué aux toros bravos espagnols, il est blessé trois fois en Espagne, à Bilbao, Murcie, et Cáceres, et sa présentation à Madrid du 22 mai 1970 passe presque inaperçue. 
En revanche il crée l'évènement à Marbella, lors d'un mano a mano avec Paco Camino, en s'indignant contre des taureaux de présentation ridicule avec des cornes trop petites.

## Le succès et la fin
Dans la Monumentale de Mexico, il participe à 91 corridas et recueille 81 oreilles et dix queues. Le jour où il décide de mettre un terme à sa carrière le 30 mai 1982, il connait un triomphe. Mais comme beaucoup de toreros, il revient après avoir quitté le ruedo, le 28 mars 1987 à Santiago de Querétaro, et il se montre moins convaincant. Il se retire en 1990.
Après sa mort, ses cendres ont été placées dans un monument construit à sa gloire à l'entrée des arènes de Mexico.